# Thymus persicus
Thymus persicus — вид рослин родини глухокропивові (Lamiaceae), ендемік Ірану. Ефірна олія отримана з вегетативних та репродуктивних надземних частин T. persicus багата на карвакрол і тимол, має антимікробну та антиінсектицидну дію.

## Поширення
Ендемік пн.-зх. Ірану.